# Markus Merk
Markus Merk (Kaiserslautern, 15 de março de 1962) é um ex-árbitro de futebol da Alemanha.

## Carreira
Foi o árbitro mais novo a apitar na Bundesliga, com apenas 25 anos, em 1988. Depois apitou nos Jogos Olímpicos de Barcelona, em 1992, e a partir daí começou a sua carreira internacional.
O auge de sua carreira foi ter apitado a final da Euro 2004, entre Portugal e Grécia. Merk ganhou o título de Melhor Árbitro do Mundo em 2004 e 2005, sendo que, além de ter apitado a final da Euro 2004, apitou ainda a final da UEFA Champions League 2002-03, entre Juventus e Milan, ambos da Itália.
Merk apitou ainda alguns jogos do Campeonato Paulista, no Brasil, para adquirir experiência internacional.

### Incidente
Na temporada 2000-01, Merk foi designado para apitar a partida entre Hamburgo e Bayern de Munique, pela última rodada da Bundesliga. O Bayern era líder com três pontos de vantagem sobre o Schalke 04, no entanto, o Schalke tinha vantagem no saldo de gols.
Faltando poucos segundos para o final da partida, o Hamburgo vencia o líder Bayern de Munique por 1-0, enquanto o Schalke havia vencido o SpVgg Unterhaching por 5-3. Aos 93 minutos de jogo, Merk concedeu uma falta muito controversa para o Bayern, convertida em gol por Patrik Andersson. O jogo terminou em 1-1, e o Bayern de Munique conquistou o título da Bundesliga 2000-01. Markus Merk sofreu duras críticas e chegou a ser agredido por torcedores do Schalke 04.
Após as agressões, Merk nunca mais apitou um jogo na Arena AufSchalke, estádio do Schalke.

## Curiosidades
- Além de árbitro, Markus Merk também trabalhou como dentista até 2005.